# Williams FW17
La Williams FW17 fu la vettura con cui la Williams corse il Campionato del mondo di Formula 1 1995. I piloti erano Damon Hill (5) e David Coulthard (6) che aveva sostituito Ayrton Senna dopo la sua morte ad Imola nell'anno prima.

## Differenze con la FW17 e FW16B
Rispetto alla progenitrice, la FW17 si caratterizza per un progetto totalmente nuovo e che tagliava totalmente con il passato. La linea generale della vettura risulta armoniosa e la prima modifica che si nota su questa vettura è il muso che, come la rivale Benetton, ora è alto. Poi, causa regolamento, la cilindrata del motore viene ridotta da 3500 a 3000 cm³. Nonostante la riduzione, il V10 prodotto dalla Renault si conferma il propulsore dominante dello schieramento. Il telaio, in fibra di carbonio, viene totalmente ridisegnato ma a causa di ciò Adrian Newey è costretto a rivedere completamente l'architettura delle sospensioni posteriori. A cinque gare dalla fine viene introdotta una versione aggiornata della vettura che prende il nome di FW17B: le principali differenze si possono apprezzare a livello aerodinamico e queste ultime sembrano quasi fungere da transizione per la vettura della stagione successiva.

## Risultati stagionali
Anche se la vettura si rivelò un deciso passo in avanti rispetto alla precedente, né l'originale né la versione B furono in grado di aggiudicarsi i titoli in palio contro la Benetton B195 di Michael Schumacher, che vincerà il suo secondo titolo. A differenza dell'anno prima, inoltre, la scuderia inglese non riuscì a conquistare nemmeno il Mondiale Costruttori che apparteneva consecutivamente alla squadra inglese dal 1992. I motivi della vittoria della concorrenza sono da rintracciarsi nella competitività della Benetton e di Michael Schumacher ma soprattutto in errori, a volte grossolani, da parte di entrambi i piloti, in una situazione psicologica di Hill non buona per contrastare Schumacher e in una errata scelta del team di non impartire gerarchie fra i piloti. La vettura, dal punto di vista prestazionale e tecnico, manteneva la posizione di netta superiorità ereditata dalle vetture degli anni precedenti, con ottime capacità di adattarsi a tratti misti e veloci in uno stesso circuito, peccando però in affidabilità.

## Piloti
| Piloti ufficiali       | Piloti ufficiali         | Piloti ufficiali         |
| Nazione                | Nome                     | Numero                   |
| ---------------------- | ------------------------ | ------------------------ |
| Regno Unito (bandiera) | Damon Hill               | 5                        |
| Regno Unito (bandiera) | David Coulthard          | 6                        |
| Piloti di riserva      |                          |                          |
| Nazione                | Nome                     | Nome                     |
| Francia (bandiera)     | Jean-Christophe Boullion | Jean-Christophe Boullion |
| Svizzera (bandiera)    | Alain Menu               | Alain Menu               |

## Risultati in Formula 1
| Anno | Team                      | Motore              | Gomme | Piloti    |     |     |   |     |     |     |   |     |     |   |     |     |   |     |   |     |     | Punti | Pos. |
| ---- | ------------------------- | ------------------- | ----- | --------- | --- | --- | - | --- | --- | --- | - | --- | --- | - | --- | --- | - | --- | - | --- | --- | ----- | ---- |
| 1995 | Rothmans Williams Renault | Renault RS7 3.0 V10 | G     | D.Hill    | Rit | 1   | 1 | 4   | 2   | Rit | 2 | Rit | Rit | 1 | 2   | Rit | 3 | Rit | 3 | Rit | 1   | 112   | 2º   |
| 1995 | Rothmans Williams Renault | Renault RS7 3.0 V10 | G     | Coulthard | 2   | Rit | 4 | Rit | Rit | Rit | 3 | 3   | 2   | 2 | Rit | Rit | 1 | 3   | 2 | Rit | Rit | 112   | 2º   |

| Legenda | 1º posto     | 2º posto | 3º posto    | A punti         | Senza punti/Non class.  | Grassetto – Pole position Corsivo – Giro più veloce |
| Legenda | Squalificato | Ritirato | Non partito | Non qualificato | Solo prove/Terzo pilota | Grassetto – Pole position Corsivo – Giro più veloce |